# Gouédic
Le Gouédic ou Gouëdic (en breton : « Ar Gouedig ») est une rivière qui coule sur quelques kilomètres entre Ploufragan et le port du Légué à Saint-Brieuc, où elle se jette dans le Gouët. 
Le ruisseau prend sa source aux Châtelets, sur la commune de Ploufragan, où il est alors appelé la Prée. Dans la ville de Saint-Brieuc, après sa jonction avec le ruisseau de l’étang des Châtelets, la rivière coule au fond d'une vallée profonde — la « Vallée de Gouédic » — qui est un élément marquant de l'agglomération,.